# Rio Belém
O rio Belém é um curso de água, cujas nascente e foz estão dentro do município de Curitiba. Sua nascente está localizada no bairro Cachoeira, nos arredores do Parque das Nascentes do Rio Belém, e desagua nas cavas do rio Iguaçu. Sua bacia hidrográfica abrange 87,80 km² de área drenada, e sua extensão é de 17,13 km. Ao longo de seu leito é margeado por ciclovias, ruas, parques, casas e indústrias.
O rio Belém passou por vários processos antrópicos que alteraram sua fisiografia, bem como sua hidrodinâmica. Na década de 1930, teve sua extensão retificada, onde um trecho do rio com 17,8 km passou a ter 7,2 km, no centro da cidade, área intensamente urbanizada, foi canalizado para dar espaço as construções. Teve suas margens devastadas e ocupadas irregularmente, e lançamentos de esgoto são encontrados com freqüência por todo seu comprimento.
É o rio mais poluído da cidade, de acordo com medições da qualidade da água realizadas pelo Instituto Ambiental do Paraná. Porém, já existem projetos para a revitalização do rio. Já foi criado, na nascente, o Parque Nascente do Rio Belém, com mais de quarenta mil metros quadrados, e infra-estrutura moderna, preservando a natureza.

## Parque Municipal Nascentes do Rio Belém
Suas margens têm mata ciliar e o local abriga, desde 2001, uma unidade de conservação ambiental municipal com 11,1 mil metros quadrados, o Parque Nascentes do Rio Belém. O parque foi inaugurado no Dia do Rio, a 24 de novembro de 2001. A área abriga o nascedouro do Belém. A implantação do parque teve como objetivo a proteção ambiental da sua nascente.
No local encontra-se o Centro de Referência da Águas, espaço próprio e equipado para atividades de Educação Ambiental, passando a ser referência nas atividades desenvolvidas pelo Programa Olho D`água, que monitora a qualidade da água dos rios curitibanos.
O principal meio de transporte que dá acesso ao Rio Belém é o ônibus Canal Belém.

## Situação atual do Rio Belém
O lago do Parque São Lourenço é formado pelo represamento do Rio Belém, e é um dos pontos onde o rio encontra-se poluído. A ausência de correnteza favorece a concentração de contaminantes. O Bosque do Papa é cortado pelo Rio Belém. O principal meio de transporte para se chegar ao Rio Belém é o ônibus Canal Belém.
O rio Belém passa ao lado do Palácio Iguaçu, cruza a Avenida Cândido de Abreu, no Centro Cívico, ele se esconde em galerias subterrâneas e atravessa todo o Centro embaixo do concreto da cidade. Passa pela Rua Luiz Leão, entre o Colégio Estadual e o Passeio Público, segue pela Rua Tibagi até as proximidades da Rodoferroviária de Curitiba e do Estádio Vila Capanema onde ressurge próximo a oficina de trens da antiga R.F.F.S.A (Atual ALL/Rumo).
Até 1977, o Belém corria às vistas de todo mundo ao lado da Avenida Mariano Torres. Obras de canalização desviaram o rio e o esconderam embaixo da Rua Tibagi. Foi a primeira grande obra de saneamento de Curitiba.
O local onde fica o Passeio Público era uma área de várzea do Rio Belém que constantemente alagava. O parque foi criado em 1886 justamente para represar as águas das cheias e evitar que os alagamentos prejudicassem a população.
O pior trecho do rio Belém fica na região do Prado Velho. Grande quantidade de lixo é despejada dentro do rio Belém na Vila das Torres. Nesse ponto, o rio Belém recebeu diretamente ou por meio de seus afluentes, o esgoto de alguns dos bairros mais nobres da cidade.
A partir do Guabirotuba e do Hauer, o rio Belém só corre reto, pois teve ser leito retificado e perdeu suas curvas. Nesse trecho, o rio recebe esgoto de algumas indústrias. Já para os seus vizinhos, o principal problema é o risco de enchentes. Depois de ser maltratado por 20 quilômetros, o Belém chega ao seu fim sozinho, no bairro Boqueirão, quando encontra o rio Iguaçu.

## Principais aspectos ambientais do rio Belém
- Ligações de esgoto irregulares que desembocam no rio, em várias casas as ligações do esgoto estão nas galerias de águas pluviais;[1]
- Disposição irregular de resíduos da construção civil nas margens que contribui para o assoreamento e formação de ilhas na calha do rio;
- Degradação das margens e ocupações irregulares.

## Plano de revitalização
Um grupo de especialistas sugerem seis soluções para salvar o rio Belém:
1. Expandir a rede de esgoto para 100% das casas;
2. Combater as ligações de esgoto clandestinas;
3. Envolver a população no projeto de revitalização;
4. Resgatar a identidade do curitibano com o Belém;
5. Implantar sistemas de contenção de enxurradas;
6. Tratar a água poluída dentro do próprio rio, através de um processo conhecido como flotação, que trata a água poluída dentro do próprio leito do rio. O ideal, porém, é que essa tecnologia seja uma medida complementar as outras cinco alternativas.[2]